# Тоуфэнь

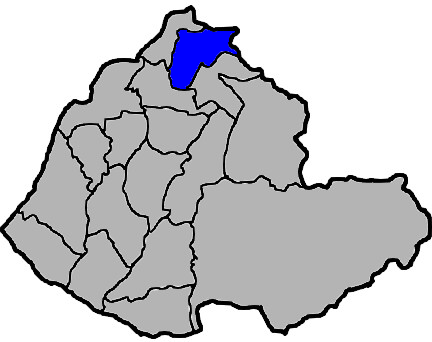
Расположение города Тоуфэнь в уезде Мяоли

Тоуфэнь (кит. 頭份市) — город на Тайване, расположенный в уезде Мяоли. Площадь города — 53,3029 км². Население — 103 162 человека.

## История
5 октября 2015 года Тоуфэнь был переведен из статуса городской волости, в статус города уездного подчинения.

## География
- Площадь: 53,3029 км²
- Население: 103 162 человека, 52 055 мужчин и 51 107 женщин (2018)[4][5].

## Образование
- Азиатско-Тихоокеанский институт творчества

## Достопримечательности
- Сад дворца Тоуфэнь